# Garragan

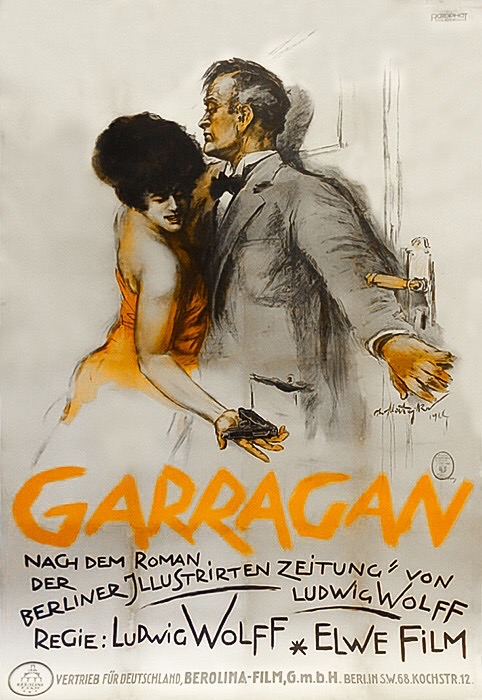
Affiche du film.

Garragan est un film allemand réalisé par Ludwig Wolff (de), sorti en 1924.

## Fiche technique
- Réalisation : Ludwig Wolff (de)
- Scénario : Ludwig Wolff (roman)[1]
- Production : Ludwig Wolff
- Photographie : Karl Hasselmann, Reimar Kuntze, Guido Seeber
- Production : Elwe-Film
- Pays : Allemagne  République de Weimar
- Distributeur : Berolina Film
- Date de sortie : 20 octobre 1924

## Distribution
- Edward Burns
- Carmel Myers
- Julanne Johnston
- Owen Gorin
- Kurt von Lessen
- Adolf Bassermann
- Karl Platen
- Eduard von Winterstein
- Eduard Rothauser
- Max Maximilian
- Heinrich Peer
- Fritz Russ
- Hans Wassmann